# Crocidura brunnea
Crocidura brunnea (лат.) — вид млекопитающих рода Белозубки семейства Землеройковые.
Эндемик Индонезии. Встречается в среднегорных областях, в первичных и вторичных тропических лесах на островах Ява (Mount Pangerango, Poedjon) на высотах до 1,500 м и Бали. Этот вид ранее включался в состав вида C. fuliginosa (Jenkins, 1982), или как отдельный подвид (Ruedi, 1995).
Включены в «Международную Красную книгу» (англ. IUCN Red List of Threatened Animals) МСОП.